# Central Scotland
Central Region (Roinn Meadhanach in Gaelico scozzese) era una delle aree di consiglio regionale della Scozia adottate dal 1975 fino al 1996.
Nel 1996 fu abolito il sistema di organizzazione territoriale basato su regioni e distretti e furono costituite 32 unità amministrative. Le aree amministrative che insistono sull'ex regione di Central Scotland sono le seguenti:
- Falkirk,
- Stirling,
- Clackmannanshire,

ovvero i tre distretti in cui era divisa la regione. Il Central Regional Council aveva sede a Viewforth nello Stirling che, in precedenza, era stata la sede dello Stirlingshire County Council.
Al momento della riorganizzazione delle amministrazioni locali vi furono molte discussioni sulla nuova sede che avrebbe ospitato la regione, le opzioni erano appunto Stirling e Falkirk. La scelta cadde su Stirling in quanto nel 1972 il consiglio aveva appena finito di costruzione di un nuovo edificio per uffici.
Tuttavia alcuni servizi locali fanno ancora oggi riferimento a tale suddivisione amministrativa. Ne sono un esempio la forza di polizia (Central Scotland Police) e i vigili del fuoco (Central Scotland Fire and Rescue Service). Comune è anche: la circoscrizione elettorale, il catasto e l'ente sanitario (chiamato Forth Valley Health Board).